# Ізмайлово (електродепо)
55°47′21″ пн. ш. 37°46′25″ сх. д. / 55.78917° пн. ш. 37.77361° сх. д.
Електродепо «Ізмайлово» (ТЧ-3) обслуговує Арбатсько-Покровську лінію Московського метрополітену.

## Лінії, що обслуговує
| Лінія                      | Роки        |
| -------------------------- | ----------- |
| Арбатсько-Покровська лінія | з 1950      |
| Філівська лінія            | 1958 — 1962 |
| Солнцевська лінія          | 2014 — 2018 |
| Велика кільцева лінія      | 2018        |

## Рухомий склад
| Тип вагонів               | Роки                                      |
| ------------------------- | ----------------------------------------- |
| А, Ам                     | 1950 — 1975                               |
| Б, Бм                     | 1950 — 1975                               |
| В                         | 1958 — 1961                               |
| Г                         | 1954 — 1958, 1969 — 1975                  |
| Д                         | 1973 — 1995                               |
| Е                         | 1992 — 2005                               |
| Ем-509, Ем-508, Еж, Еж1   | 1992 — 2013 (повністю утилізовані в 2013) |
| 81-740.1/741.1 «Русич»    | 2006—2016, з 2018                         |
| 81-740.4/741.4 «Акварель» | 2007—2016, з 2020                         |
| 81-740.4/741.4 «Русич»    | з 2009                                    |
| 81-760/761 «Ока»          | 2015—2018                                 |

## Ресурси Інтернету
- Офіційний сайт Московського метрополітену. Архів оригіналу за 14 грудня 2013. Процитовано 7 грудня 2013. (рос.)
- Сайт «Метровагони». Архів оригіналу за 11 грудня 2013. Процитовано 7 грудня 2013.(рос.)
- Депо «Ізмайлово» — 60 років! [Архівовано 20 квітня 2010 у Wayback Machine.] (фотографии)
- Вид на депо «Ізмайлово» на сайті Wikimapia.
- Фотографії депо «Ізмайлово» metro-photo.ru (рос.)